# فعالیت‌های سیا در کره شمالی
فعالیت‌های سیا در کره شمالی عمدتاً در آغاز جنگ سرد در سال۱۹۴۹ آغاز شد. در آن زمان، ایالات متحده به کره شمالی به عنوان یک رژیم دست نشانده شوروی نگاه می‌کرد. این یک تهدید برای دولت ایالات متحده بود و آژانس اطلاعات مرکزی (سیا) شروع به تمرکز بیشتر منابع خود به سمت کره شمالی کرد. در طول جنگ سرد، سیا اطلاعات مهمی در مورد کره شمالی از جمله برنامه‌ها و ظرفیت‌های آن در مورد حمله به آمریکا و متحدش، کره جنوبی، جمع‌آوری کرد. در تاریخ بعدی، سیا و ۱۶آژانس اطلاعاتی دیگر ایالات متحده عمدتاً بر تسلیحات و قابلیت‌های کره شمالی (موشک‌های بالستیک دوربرد و سلاح‌های هسته‌ای بالقوه موفق) تمرکز کرده‌اند

## ۱۹۴۹

### تحلیل هوش
در خلاصه هفتگی ۱۶ ژوئیه۱۹۴۹، آژانس کره شمالی را به عنوان یک رژیم دست نشانده شوروی توصیف کرد. در ۲۹اکتبر، یک خلاصه هفتگی بیان می‌کند که حمله کره شمالی به جنوب در اوایل سال۱۹۴۹ امکان‌پذیر است و گزارش‌هایی از بهبود جاده به سمت مرز و حرکت نیروها در آنجا ذکر می‌کند.
این گزارش‌ها موضوع غالب را در تحلیل‌های اطلاعاتی واشینگتن نشان می‌دهد که علت شکست در پیش‌بینی حمله کره شمالی است اینکه شوروی تصمیم‌گیری کره شمالی را کنترل می‌کرد. تمرکز واشینگتن بر اتحاد جماهیر شوروی به عنوان «دولت کمونیستی» در محافل رهبری سیاسی و نظامی دولت ایالات متحده به یک برداشت پذیرفته شده تبدیل شده بود. هرگونه موازنه علمی در برابر این دیدگاه، یا زیر سؤال بردن اقتدار مطلق مسکو بر دیگر دولت‌های کمونیستی یا توجه به اینکه ممکن است عوامل فرهنگی، تاریخی یا ملی‌گرایانه وارد عمل شوند، قربانی فضای سیاسی شد.

## دهه ۱۹۵۰ تا ۱۹۷۰

### تجزیه و تحلیل اطلاعاتی (مرتبط با سازمان سیا)
در آوریل۱۹۵۰، آژانس امنیت ارتش، یک آژانس شنود الکترونیک که قبل از ایجاد ان اس ای فعالیت می‌کرد، یک مطالعه محدود «جستجو و توسعه» در مورد ترافیک کره شمالی انجام داد. سیا گزارش‌های خود را دریافت کرد. دو موقعیت دوم، همان‌طور که در هوش ارتباطات فاش شد، محموله‌های بزرگ بانداژ و دارو از شوروی به کره شمالی و منچوری رفت که از فوریه۱۹۵۰ شروع شد. این دو اقدام پس از تهاجم به کره جنوبی در ژوئن ۱۹۵۰ تنها در آینده معنا پیدا کردند.
در بهار۱۹۵۰، آمادگی کره شمالی برای جنگ قابل تشخیص بود. گزارش‌های ماهانه سیا، تجمع نظامی نیروهای کره شمالی را توصیف می‌کند، اما احتمال تهاجم واقعی را نیز کاهش می‌دهد. اعتقاد بر این بود که نیروهای کره شمالی نمی‌توانند بدون کمک شوروی حمله موفقیت‌آمیزی انجام دهند و چنین کمکی نشان دهنده یک حمله کمونیستی در سراسر جهان است. در اروپا هیچ نشانه ای مبنی بر آماده شدن چنین حمله ای وجود نداشت.
برخی از ارتباطات کره شمالی بین مه۱۹۴۹ و آوریل۱۹۵۰ به دلیل استفاده اپراتورها از رویه‌های ارتباطی شوروی رهگیری شد. زمانی که تحلیلگران منشأ غیر شوروی این مواد را تأیید کردند، پوشش آن حذف شد.

#### تحلیل اطلاعاتی (سیا)
در ۶ژوئن، سیا یک تحول بین‌المللی جالب دیگر را گزارش کرد:همه دیپلمات‌های ارشد شوروی شرق آسیا برای مشورت به مسکو فراخوانده شدند. سیا بر این باور بود که هدف از این فراخوان تهیه طرحی جدید برای مقابله با تلاش‌های ضد کمونیستی در منطقه است
در ۲۰ ژوئن۱۹۵۰، سیا گزارشی را منتشر کرد که عمدتاً بر اساس دارایی‌های انسانی بود و در آن نتیجه‌گیری کرد که کره شمالی در هر زمانی توانایی حمله به جنوب را دارد. پرزیدنت ترومن، آچسون وزیر امور خارجه و جانسون وزیر دفاع همگی نسخه‌هایی از این گزارش را دریافت کردند
در ۲۵ژوئن همان سال، ارتش جمهوری دموکراتیک خلق کره (تا بعداً به «ارتش خلق کره» تغییر نام داد) به موازات ۳۸حمله کرد. این یک تعجب برای اطلاعات آمریکا بود.

### عملیات مخفی
در طول دهه ۱۹۵۰، سیا با چتر نجات برخی از مأموران کره ای خود را که آموزش داده بود، به داخل کره شمالی فرستاد تا زمانی که در دهه۱۹۷۰ بود. در طول دهه۱۹۵۰، صدها مأمور برای ایجاد شبکه‌های مقاومت در کره شمالی اعزام شدند.

## ۱۹۹۶

### تحلیل هوش
گزارشی که از نشست «محرمانه» وزارت امور خارجه روسیه به دست آمده‌است بیان می‌کند که ندونگ-۱ کره شمالی به دلیل عملکرد ضعیف آن در همه زمینه‌ها در جریان شلیک آزمایشی در دریای ژاپن در سال۱۹۹۳، «به عنوان یک سلاح نظامی مفید نیست». این گزارش به نقل از یو مین در سئول سینمون،۵ ژانویه ۱۹۹۶، ص. ۲.
در ۲فوریه، مدیر اطلاعات مرکزی جان دویچ به کمیته منتخب سنای ایالات متحده می‌گوید که کره شمالی در حال توسعه موشک‌های دوربرد است. به گفته دویچ، ایالات متحده باید بر جلوگیری از دستیابی کره شمالی به فناوری هدایت و کنترل تمرکز کند که می‌تواند موشک‌های دوربرد این کشور را دقیق تر و کشنده تر کند
در مقاله ای در ۹می در نشریه هوافضای امروز،pp.233-234، رابرت جی. بل، مدیر شورای امنیت ملی، می‌گوید که برآورد اطلاعات ملی ایالات متحده که به این نتیجه رسیده‌است که هیچ سیستم موشکی استراتژیک جدیدی قاره ایالات متحده را تهدید نخواهد کرد، منعکس کننده اجماع در جامعه اطلاعاتی ایالات متحده است. بل اعتراف می‌کند که دانش جامعه اطلاعاتی از برنامه تپودونگ-۲ کره شمالی ناقص است.
به گفته بیل گرتز از واشینگتن تایمز، منابع سیا گفتند که کره شمالی بین مارس تا آوریل۱۹۹۶ هفت کشتی از موشک‌های اسکاد-سی را به مصر تحویل داده‌است. این محموله‌های موشکی بخشی از توافقنامه صدور مجوز دهه۱۹۸۰ بین مصر و کره شمالی بود.
در ۱۱دسامبر، طبق گفته باربارا استار از هفته نامه دفاع جین (ص. ۱۰)، رابرت گیتس، رئیس سابق سیا، به کمیته اطلاعات سنای ایالات متحده گفت که کره شمالی در توسعه موشک‌های بالستیک کلاس تایپودونگ خود با مشکل مواجه است. او گفت که تحقیق و توسعه برای یک سیستم محرکه کاملاً جدید به علاوه هدایت بهبود یافته مورد نیاز است. گیتس گفت که مشکلات اقتصادی، فنی و تولیدی در زیرساخت‌های کره شمالی، توسعه این کلاس جدید از موشک‌ها را بعید می‌کند. جامعه اطلاعاتی ایالات متحده مطمئن بود که اولین آزمایش‌های پروازی این موشک حداقل پنج سال قبل از استقرار هشدار می‌دهد.